# Евангелие на царицата Керан
Евангелието на царицата Керан (на арменски: Կեռան թագուհու ավետարան) е средновековен арменски ръкопис, образец на Киликийската школа на арменска миниатюра. Ръкописът е създаден през 1272 г. в столицата Сис на Киликийското царство. Евангелието се преписва и илюстрира по поръчка на царица Керан, съпругата на царя Левон II (Левон III). Книгописецът е известен и се казва Аветис. За миниатюриста няма данни, предполага се, че това е или Торос Рослин, или някой от неговите ученици. Ръкописът съдържа много миниатюри, изобразяващи сцени от живота на Христос. Освен тях има една миниатюра, в долната част на която се намират образите на царя, царицата и техните деца. Евангелието се съхранява под номер MS 2563 в арменската църква Свети Яков в Йерусалим.

## История
Евангелието е създадено през 1272 г. в град Сис, столицата на Киликийското царство. Предполага се, че ръкописът е създаден по поръчката на царицата Керан, съпругата на царя Левон II (известен и като Левон III), по повод на нейната коронация. Текстът е преписан от книгописеца на име Аветис. Името на художника не е известно, но съгласно записа в един от колофоните живописната украса е осъществена от „човек опитен и почитан в изкуството на ръкописа“. Според някои изследователи илюстрациите са дело на големия арменски миниатюрист Торос Рослин, според други те са изпълнени от неговите ученици. По-късно царицата Керан подарява ръкописа на манастира Акнер.
През 1727 г. евангелието се намира в арменската катедрала в Йерусалим, където един монах го подвързва със златен обков. Там през 1910 г. от ръкописа исчезват два листа с миниатюри. Едната от тях е с портрета на евангелиста Марк, другата изобразява сцената „Възкресение Христово“. Крадецът на миниатюрите остава неизвестен, но след време те се откриват при един колекционер и контрабандист на исторически ценности на име Мишел ван Рийн (Michel van Rijn). През 1988 г. гръцкият корабен магнат, Танасис Мартинос (Tanassis Martinos), купува колекцията на Рийн, включваща двата откраднати листа. През май на 2011 г. Тимоти Болтън (Timothy Bolton), експерт по средновековните ръкописи на Сотбис в Лондон, се обръща към един от специалистите в Британската библиотека, Врей Нерсесян (Vrej Nersessian), с молба да установи произхода на двете миниатюри. Нерсесян ги определя като липсващата част от евангелието на царицата Керан. От името на арменския народ той моли откраднатите листове да бъдат „върнати на своето място“. В края на същата година Мартирос предава двете миниатюри на Йерусалимския патриархат.

## Описание
Ръкописът е четвероевангелие, изработен е от велен, съдържа 384 листа и 36 илюстрации. Живописната украса включва писмото на Евсевий до Карпиан, таблиците с неговите „Канони на съгласие“, дарствени надписи, портрети на евангелистите и титулни листа към техните евангелия. Освен това ръкописът съдържа пълностранични композиции със сцени от живота на Христос и 97 броя маргиналии. Сред последните листове на ръкописа се намира миниатюра с изображение на царското семейство.

## Миниатюри
Миниатюрите на ръкописа впечатляват с наситеност на багрите и тяхното високо качество. Използвана е широка палитра от цветовете, контрастните преходи при изобразяване на драперии създават усещане за копринени тъкани. Блясъкът на живописната украса се подсилва с обилното използване на злато както за фона, така и в изображенията на фигурите.
Тематичните миниатюри са разпределени из целия ръкопис. Евангелието от Матей съдържа сцените „Рождество Христово“, „Кръщение Господне“, „Преображение Господне“. Миниатюрите „Тайната вечеря“ и „Светите жени край гроба Господень“ са в Евангелието от Марк. В Евангелието от Лука са включени композициите „Благовещение“, „Явяването на Христос“, „Възнесение Господне“. Евангелието от Йоан съдържа миниатюрите „Възкресяване на Лазар“, „Умиване на нозе“, „Явяване на Светия Дух“, „Разпъване на Исус“, „Уверение Томово“.
Върху последната миниатюра на ръкописа са изобразени групата Дейсис и застаналите под нея в молитвена поза царят Левон, царицата Керан, трима техни сина и две дъщери.